# Пантон (Вермонт)
Пантон (англ. Panton) — місто (англ. town) в США, в окрузі Еддісон штату Вермонт. Населення — 646 осіб (2020).

## Демографія
Згідно з переписом 2010 року, у місті мешкало 677 осіб у 267 домогосподарствах у складі 192 родин. Було 305 помешкань
Расовий склад населення:
| - 97,8 % — білих - 0,6 % — азіатів - 0,4 % — корінних американців - 0,1 % — чорних або афроамериканців |

До двох чи більше рас належало 1,0 %. Частка іспаномовних становила 2,5 % від усіх жителів.
За віковим діапазоном населення розподілялося таким чином: 20,8 % — особи молодші 18 років, 63,0 % — особи у віці 18—64 років, 16,2 % — особи у віці 65 років та старші. Медіана віку мешканця становила 44,7 року. На 100 осіб жіночої статі у місті припадало 109,0 чоловіків;  на 100 жінок у віці від 18 років та старших — 106,9 чоловіків також старших 18 років.
Середній дохід на одне домашнє господарство  становив 68 447 доларів США (медіана — 59 444), а середній дохід на одну сім'ю — 77 892 долари (медіана — 67 188). Медіана доходів становила 44 583 долари для чоловіків та 48 250 доларів для жінок. За межею бідності перебувало 3,8 % осіб, у тому числі 0,0 % дітей у віці до 18 років та 8,2 % осіб у віці 65 років та старших.
Цивільне працевлаштоване населення становило 340 осіб. Основні галузі зайнятості: освіта, охорона здоров'я та соціальна допомога — 26,2 %, роздрібна торгівля — 10,9 %, виробництво — 9,1 %, науковці, спеціалісти, менеджери — 8,8 %.